# Enrique Enriquez Pimentel
Enrique Enríquez Pimentel y Guzmán, Marquês de Tabara (Madrid, c. 1600 - 29 de junho de 1663) foi Vice-rei de Navarra. Exerceu o vice-reinado de Navarra entre 1640 e 1641. Antes dele o cargo foi exercido por Francisco Maria Carrafa. Seguiu-se-lhe Sebastián Suárez de Mendoza.